# Briefmarken-Jahrgang 1942 der Deutschen Reichspost
Der Briefmarken-Jahrgang 1942 der Deutschen Reichspost umfasste 15 Sondermarken, welche bis auf eine, mit einem Zuschlag versehen waren. Um Kosten zu sparen, wurden zwei Pfennig-Werte der Dauerserie "Adolf Hitler" im geänderten Druckverfahren ausgegeben; dazu kamen vier Reichsmark-Werte in größerem Format. Es gibt keine verlässlichen Angaben zu den Auflagenhöhen der Briefmarken. Die ersten drei von Januar bis April erschienene Marken waren, wie bisher üblich, nur bis zum Jahresende frankaturgültig. Kriegsbedingt beschloss das Reichspostministerium dann, dass alle folgenden Briefmarken bis auf weiteres ihre Gültigkeit behalten. Somit waren die Briefmarken bis zur Kapitulation im Mai 1945 gültig.

## Liste der Ausgaben und Motive
Legende
- Bild: Eine bearbeitete Abbildung der genannten Marke. Das Verhältnis der Größe der Briefmarken zueinander ist in diesem Artikel annähernd maßstabsgerecht dargestellt. Sollten keine Marken abgebildet sein, liegt es daran, dass das Urheberrecht des Künstlers noch nicht erloschen ist.
- Beschreibung: Eine Kurzbeschreibung des Motivs und/oder des Ausgabegrundes. Bei ausgegebenen Serien oder Blocks werden die zusammengehörigen Beschreibungen mit einer Markierung versehen eingerückt.
- Wert: Der Frankaturwert der einzelnen Marke in Pfennig. Ein „+“ bedeutet, dass es sich um eine Zuschlagsmarke handelt (= Frankaturwert + Spende).
- Ausgabedatum: Das Datum des erstmaligen Verkaufs dieser Briefmarke.
- Gültig bis: Das Datum, an dem die Gültigkeit endete.
- Auflage: Soweit bekannt, wird hier die zum Verkauf angebotene Anzahl dieser Ausgabe angegeben.
- Entwurf: Soweit bekannt, wird hier angegeben, von wem der Entwurf dieser Marke stammt.
- Mi.-Nr.: Diese Briefmarke wird im Michel-Katalog unter der entsprechenden Nummer gelistet.

| Sondermarken | |                                                  |                       |                   |         |                                       |       |
| Bild         | Beschreibung | Werte in Pfennig                                 | Ausgabe- datum (1942) | gültig bis        | Auflage | Entwurf                               | MiNr. |
|              | Tag der Briefmarke Briefmarkensammler mit Lupe und Briefmarkenalbum | 6+24                                             | 11. Januar            | 31. Dezember 1942 |         | E. Stahl                              | 811   |
|              | Heldengedenktag Kopf eines gefallenen Soldaten und sein Stahlhelm | 12+38                                            | 10. März              | 31. Dezember 1942 |         | Richard Klein                         | 812   |
|              | 53. Geburtstag von Adolf Hitler | 12+38                                            | 13. April             | 31. Dezember 1942 |         | Ernst Rudolf Vogenauer                | 813   |
|              | Rennen um Das Blaue Band in Hamburg Rennpferd mit Jockey | 25+100                                           | 16. Juni              | Kapitulation 1945 |         | Ludwig Hohlwein                       | 814   |
|              | 9. Rennen um das Braune Band von München Riem 3 Pferde und Schleifenband mit Inschrift                                                                                               | 42+108                                           | 14. Juli              | Kapitulation 1945 |         | Richard Klein                         | 815   |
|              | 10 Jahre Deutsche Gesellschaft für Goldschmiedekunst - Nürnberger Brautbecher aus dem 16. Jahrhundert und Aquamanile, Löwe aus dem Lüneburger Silberschatz                           | 6+4                                              | 8. August             | Kapitulation 1945 |         | G. Tischer                            | 816   |
|              | - Nürnberger Brautbecher aus dem 16. Jahrhundert und Aquamanile, Löwe aus dem Lüneburger Silberschatz                                                                                | 12+88                                            | 8. August             | Kapitulation 1945 |         | G. Tischer                            | 817   |
|              | Wehrkampftage der SA Wehrabzeichen der SA | 6                                                | 8. August             | Kapitulation 1945 |         | Werner und Maria von Axster-Heudtlass | 818   |
|              | 400. Todestag von Peter Henlein Erfinder der Taschenuhr, Denkmal in Nürnberg | 6+24                                             | 29. August            | Kapitulation 1945 |         | Manz                                  | 819   |
|              | Europäischer Postkongreß in Wien - Postillon vor einer Europakarte | 3+7                                              | 12. Oktober           | Kapitulation 1945 |         | Erich Meerwald                        | 820   |
|              | - Postillon zu Pferde auf einer Weltkugel | 6+14                                             | 12. Oktober           | Kapitulation 1945 |         | Erich Meerwald                        | 821   |
|              | - Postillon zu Pferde | 12+38                                            | 12. Oktober           | Kapitulation 1945 |         | Erich Meerwald                        | 822   |
|              | Europäischer Postkongreß in Wien, Unterzeichnung des Übereinkommens über den europäischen Post- und Fernmeldeverein - Postillon vor einer Europakarte – mit Aufdruck „19. Okt. 1942“ | 3+7                                              | 18. Oktober           | Kapitulation 1945 |         | Erich Meerwald                        | 823   |
|              | - Postillon zu Pferde auf einer Weltkugel – mit Aufdruck „19. Okt. 1942“ | 6+14                                             | 19. Oktober           | Kapitulation 1945 |         | Erich Meerwald                        | 824   |
|              | - Postillon zu Pferde – mit Aufdruck „19. Okt. 1942“ | 12+38                                            | 19. Oktober           | Kapitulation 1945 |         | Erich Meerwald                        | 825   |
| Dauermarken  | |                                                  |                       |                   |         |                                       |       |
| Bild         | Beschreibung | Werte in Pfennig (wenn nichts anderes angegeben) | Ausgabe- datum (1942) | gültig bis        | Auflage | Entwurf                               | MiNr. |
|              | Dauerserie Adolf Hitler nunmehr im Buchdruckverfahren hergestellt | 10                                               | Dezember              | Kapitulation 1945 |         | Richard Klein                         | 826   |
|              | | 12                                               | Dezember              | Kapitulation 1945 |         | Richard Klein                         | 827   |
|              | Mark-Werte im Stichtiefdruckverfahren | 1 RM                                             | 20. März              | Kapitulation 1945 |         | Wilhelm Dachauer                      | 799   |
|              | | 2 RM                                             | 20. März              | Kapitulation 1945 | 800     | Wilhelm Dachauer                      |       |
|              | | 3 RM                                             | 20. März              | Kapitulation 1945 | 801     | Wilhelm Dachauer                      |       |
|              | | 5 RM                                             | 20. März              | Kapitulation 1945 | 802     | Wilhelm Dachauer                      |       |
| Dienstmarken | |                                                  |                       |                   |         |                                       |       |
| Bild         | Beschreibung | Werte in Pfennig                                 | Ausgabe- datum (1942) | gültig bis        | Auflage | Entwurf                               | MiNr. |
|              | Dienstmarken für Parteidienststellen Adler auf Sockel | 1                                                | 2. März               | Kapitulation 1945 |         | Richard Klein                         | 155   |
|              | | 3                                                | 2. März               | Kapitulation 1945 | 156     | Richard Klein                         |       |
|              | | 4                                                | 2. März               | Kapitulation 1945 | 157     | Richard Klein                         |       |
|              | | 5                                                | 2. März               | Kapitulation 1945 | 158     | Richard Klein                         |       |
|              | | 6                                                | 2. März               | Kapitulation 1945 | 159     | Richard Klein                         |       |
|              | | 8                                                | 2. März               | Kapitulation 1945 | 160     | Richard Klein                         |       |
|              | | 12                                               | 2. März               | Kapitulation 1945 | 161     | Richard Klein                         |       |
|              | | 16                                               | 2. März               | Kapitulation 1945 | 162     | Richard Klein                         |       |
|              | | 24                                               | 2. März               | Kapitulation 1945 | 163     | Richard Klein                         |       |
|              | | 30                                               | 2. März               | Kapitulation 1945 | 164     | Richard Klein                         |       |
|              | | 40                                               | 2. März               | Kapitulation 1945 | 165     | Richard Klein                         |       |
|              | Dienstmarken für Landes- (Regierungs-) Behörden Hakenkreuz im Kranz | 3                                                | 1942                  | Kapitulation 1945 |         | unbekannt                             | 166   |
|              | | 4                                                | 1942                  | Kapitulation 1945 | 167     | unbekannt                             |       |
|              | | 5                                                | 1942                  | Kapitulation 1945 | 168     | unbekannt                             |       |
|              | | 6                                                | 1942                  | Kapitulation 1945 | 169     | unbekannt                             |       |
|              | | 8                                                | 1942                  | Kapitulation 1945 | 170     | unbekannt                             |       |
|              | | 10                                               | 1942                  | Kapitulation 1945 | 171     | unbekannt                             |       |
|              | | 12                                               | 1942                  | Kapitulation 1945 | 172     | unbekannt                             |       |
|              | | 15                                               | 1942                  | Kapitulation 1945 | 173     | unbekannt                             |       |
|              | | 20                                               | 1942                  | Kapitulation 1945 | 174     | unbekannt                             |       |
|              | | 30                                               | 1942                  | Kapitulation 1945 | 175     | unbekannt                             |       |
|              | | 40                                               | 1942                  | Kapitulation 1945 | 176     | unbekannt                             |       |
|              | | 50                                               | 1942                  | Kapitulation 1945 | 177     | unbekannt                             |       |

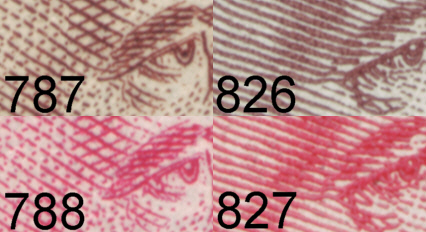
Direkter Vergleich der Marken im Stichtiefdruck von 1941 mit denen in Buchdruck von 1942